# Operation Neptune (Computerspiel)
Operation Neptune ist ein von The Learning Company entwickeltes und 1990 veröffentlichtes Computerspiel, das Kindern Mathematik beibringen soll. Es ist Teil der Super-Solver-Reihe. Das Spiel läuft sowohl auf Windows- als auch auf Apple-Macintosh-Computern.
Der Spieler kontrolliert ein U-Boot, das The Neptune genannt wird, und navigiert es durch die Weltmeere. Dabei muss der Spieler mathematische Aufgaben lösen, um Stücke der Galaxy space capsule zu sammeln, die abgestürzt war, als sie mit einem Team aus Astronauten und Wissenschaftlern von einer geheimen Forschungsmission aus dem Weltall zur Erde zurückkehrte.